# Incala cristata
Incala cristata är en skalbaggsart som beskrevs av Louis Burgeon 1931. Incala cristata ingår i släktet Incala och familjen Cetoniidae. Utöver nominatformen finns också underarten I. c. orientalis.